# Marine royale (Thaïlande)
Pour les articles homonymes, voir Marine royale.
La Marine royale thaïlandaise est la force navale de la Thaïlande.

## Histoire
Durant la guerre franco-thaïlandaise, le tiers de sa flotte est coulé par une escadre de la marine française basée en Indochine lors de la bataille de Koh Chang le 17 janvier 1941.

### Stratégie
Depuis la Seconde Guerre mondiale, la Thaïlande a toujours cherché à garantir sa sécurité en tentant d'apaiser ses rivaux les plus puissants, aujourd'hui l'US Navy et la Marine chinoise, qui se livrent une lutte d'influence dans ses eaux territoriales. En ce qui concerne ses voisins immédiats, la Marine royale parvient à endiguer à l'est la petite Marine royale cambodgienne et les ambitions sous-marines de la Marine populaire vietnamienne ; à l'ouest à contrôler plus ou moins l'entrée du détroit de Malacca, essentiel pour ses échanges maritimes et sa sécurité. L'important trafic dans cette zone et son étroitesse en font, en effet, une zone privilégiée pour la piraterie et une cible potentielle du terrorisme ; aussi la Marine royale a reçu récemment des budgets importants afin d'acquérir des bâtiments et des systèmes d'arme adéquats, aptes également à se défendre contre une escalade militaire dans le conflit en mer de Chine méridionale. Par ailleurs, l'achat du Chakri Naruebet a été justifié en son temps par la nécessité de surveiller la zone économique exclusive thaï (ses 80 plates-formes pétrolières comme sa flotte de pêche, la 3e au monde) et de contrôler les mers au vu des contestations des frontières de la Thaïlande par le Cambodge, le Viêt Nam et la Malaisie. L'acquisition de ce porte-aéronefs comme d'un Landing Platform Dock traduit la volonté de la Marine royale de s'aventurer en haute mer, notamment vers la mer d'Andaman. De notoriété publique, la concurrence que se livrent le Corps des Marines royal thaïlandais et l’Air and Coastal Defense Command (ACDC) donne la priorité à l’acquisition de sous-marins, de patrouilleurs et de navires amphibies. En attendant, en date de 2008, la flotte thaïlandaise vieillit, les bâtiments les plus récents étant deux frégates Type 053 (en) chinoises (à équipement occidental) et deux Classe Knox américaines, symboliques du positionnement géopolitique de Bangkok.
Début 2017, la Thaïlande annonce l'achat de trois sous-marins chinois S 26 T dérivé du type Yuan 039A. Un seul est effectivement commandé et sa construction est suspendu en 2022.

## Organisation
Les futurs officiers de la marine, comme ceux de l'armée de terre et l'armée de l'air ainsi que ceux de la police, sont formés à l'école préparatoire aux Académies des forces armées de Bangkok.

## Équipements

### Navires
En 2012, la marine thaïlandaise a 70 bâtiments représentant plus de 50 000 tonnes.

#### Porte-aéronefs

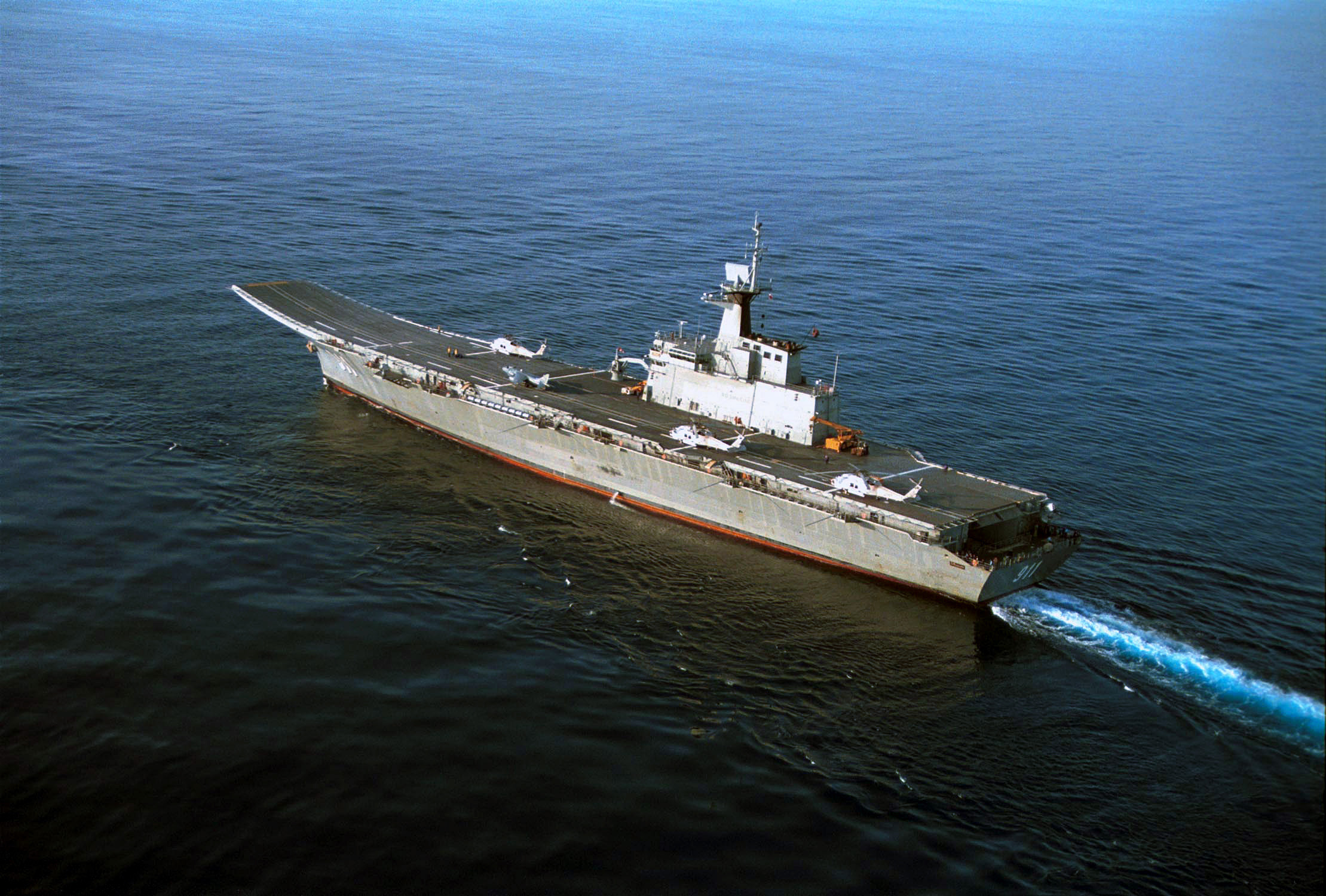
Le HTMS Chakri Naruebet dans le sud de la mer de Chine méridionale (3 avril 2001).

C'est en juillet 1992 que la Marine royale thaïlandaise commande une copie allégée au niveau autodéfense du porte-aéronefs espagnol Príncipe de Asturias, qu’elle commissionne à Sattahip dans le golfe de Thaïlande le 10 août 1997 sous le nom d’HTMS Chakri Naruebet (thaï จักรีนฤเบศร). La Marine royale est alors la première marine d’Asie du Sud-Est à posséder un tel bâtiment de 11 486 tonnes  dénommé Offshore Patrol Helicopter Carrier (OHPC). À cet effet, l'Espagne transfère 7 Harrier AV-8S  Matador de 1re génération (sans radar), 2 Harrier TAV-8S biplaces d'entraînement, tandis que sont acquis 6 hélicoptères SH-60B Sea Hawk ASM. Bonne plate-forme de surveillance des sous-marins, le Chakri Naruebet est largement sous-employé et n’est intervenu, ni durant la crise au Timor oriental de 1999 de l’ONU, ni lors du tsunami de 2004. Par ailleurs, les Harrier AV-8S sont quasiment inopérationnels faute de rechanges (moteurs, etc) et il n’est pas prévu l’acquisition de Sea Harrier. Des ambitions d’origine à la réalité budgétaire (peu d’activité en haute mer, faible entraînement de l’équipage, réparations non effectuées, dépendance de son escorte, impossibilité de lutter contre la contrebande, etc), le Chakri Naruebet demeure « un outil de prestige mal employé ». Il sert actuellement de navire de prestige, il sert de transport à la famille royale.

#### Sous-marins conventionnels
La Marine royale ne possède plus de sous-marins depuis les 4 que formaient la classe Matchanu en service pendant la Seconde Guerre mondiale. À la fin des années 1990, elle discute d'un accord pour l'achat de Type 209 auprès de TKMS ou de classe Gotland auprès de Kockums. Selon certaines sources, elle envisagerait, dans les années 2000, l'acquisition en seconde main de 2 classe Gall israéliens ou de classe Amour russes neufs. L'achat 2 sous-marins Type 206 de la marine allemande pour 220 millions de dollars américains (154 millions €) en 2011 a dû être annulé en 2012 pour raisons financières.
Début 2017, la Thaïlande annonce l'achat de trois sous-marins chinois S 26 T dérivé du type Yuan 039A pour 36 milliards de baths, soit 1 milliard de dollars. Le prix du premier étant de 402 millions de dollars ou 13,5 milliards de ฿, le parlement bloque ensuite le contrat sur les deux suivant de 22 milliards de baths. La construction du seul effectivement commandé commence le 4 septembre 2018. Elle est suspendue en février 2022 à la suite de l'embargo européen sur les moteurs MTU Friedrichshafen 396 devant l'équipé.

#### Landing Platform Dock
Classe Endurance:
- 1[10]

#### Frégates
Classe Phutthayotfa Chulaok :

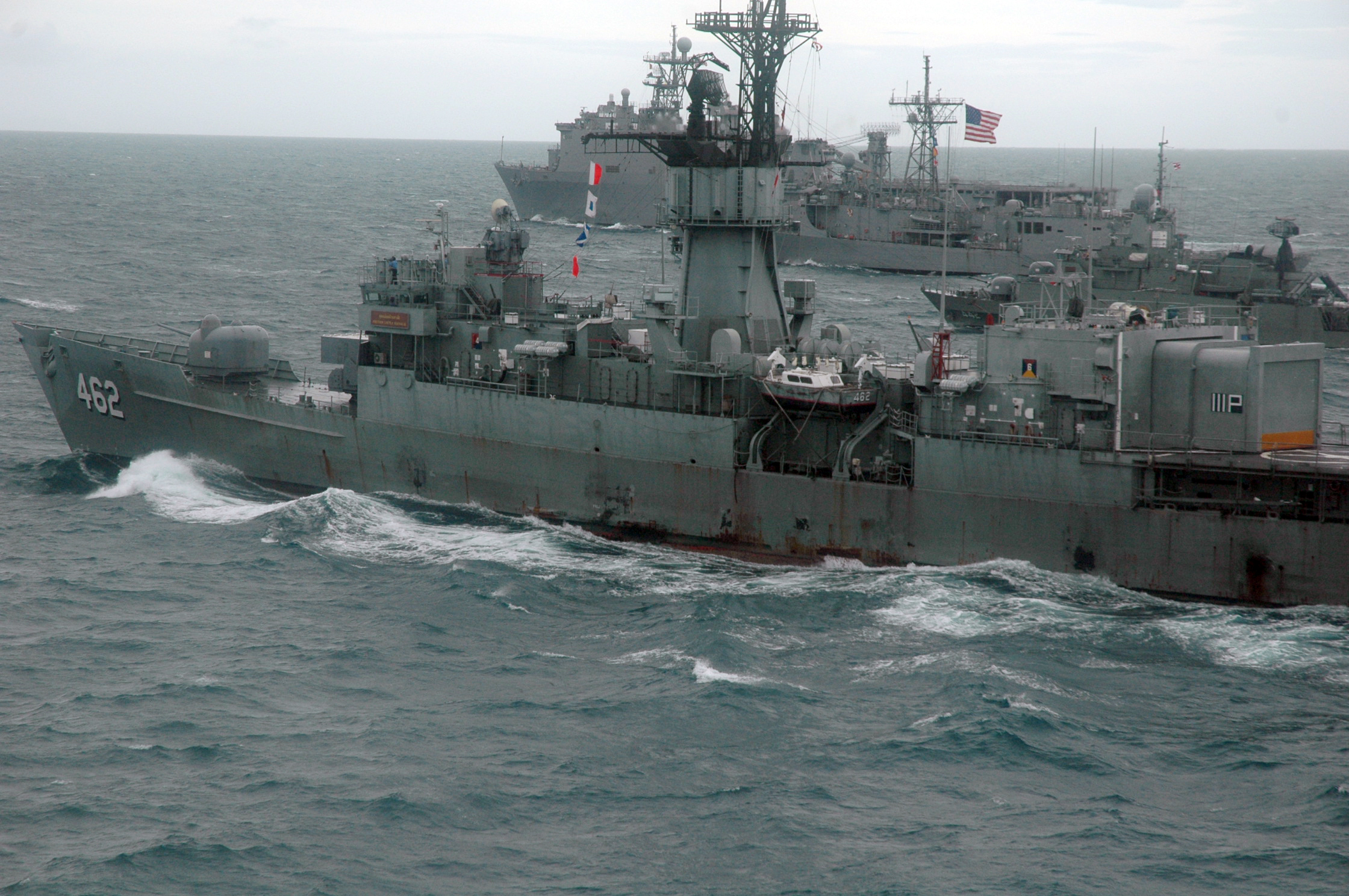
Les frégates Phuttaloetla Naphalai et une autre de classe Phraya naviguent en formation dans le golfe de Thaïlande avec des bâtiments de l'US Navy durant l'exercice CARAT 2008 (15 juin 2008)

- Phutthayotfa Chulalok (FFG 461, ex-USS Truett)
- Phutthaloetla Naphalai (FFG 462, ex-USS Ouellet)

Classe Kraburi, :
- Kraburi (FF 457)
- Saiburi (FF 458)

Classe Phraya :
- Chao Praya (FF 455)
- Bangpakong (FF 456)

Classe Makut Rajakumarn :
- Makut Rajakumarn (FF 433)

Classe Tapi :
- Tapi (FF 431)
- Khirirat (FF 432)

Classe Naruesan, :
- Naresuan (FFG 421)
- Taksin (FFG 422)

Classe Pin Klao :
- Pin Klao (FF 413, ex-USS Hemminger)

#### Corvettes
Classe Ratanakosin:
- Rattanakosin (FS 441)
- Sukhothai (FS 442) (naufrage le 18 décembre 2022)[17]

Classe Khamronsin:
- Kamronsin (FS 531)
- Tayanchon (FS 532)
- Long Lom (FS 532)

#### Patrouilleurs
- Krabi (OPV-551)
- Prachuap Khiri Khan (OPV-552)

### Aéronefs
L'aviation navale thaïlandaise (Kongbin Tha Han Lur) opère du 1er juin 1938 à juin 1951 (date à laquelle elle est dissoute après le coup d’État avorté contre Phibun) différents types d’hydravions et d’aéronefs japonais, britannique et américains, sans posséder de porte-aéronefs. Aujourd'hui, elle s'organise autour de SH-60B Sea Hawk, opérant à partir du porte-aéronefs Chakri Naruebet, des Sea Harrier Matador achetés à l'Espagne sont retirés du service en 2006.
| Principaux aéronefs de la marine royale thaïlandaise [Quand ?] |                                                    |                   |
| Aéronefs                                                       | Type                                               | Nombre en service |
| Harrier AV-8S/TAV-8S                                           | Avion d'attaque au sol                             | 9                 |
| A-7E Corsair II                                                | Avion d'attaque au sol                             | 18                |
| F.27-200/400                                                   | Avion de transport, d'attaque                      | 6                 |
| P-3T/UP-3T Orion                                               | Avion de patrouille maritime                       | 3                 |
| T337                                                           | Avion d'entraînement, d'attaque et de surveillance | 14                |
| Dornier 228                                                    | Avion de surveillance                              | 6                 |
| N.24A Nomad                                                    | Avion de transport                                 | 5                 |
| ERJ-145                                                        | Avion de transport VIP, EVASAN                     | 1                 |
| CL-215                                                         | Avion bombardier d'eau, SAR                        | 1                 |
| SH-60B Sea Hawk                                                | Hélicoptère multirôle                              | 6                 |
| MH-60S Navy Hawk                                               | Hélicoptère de transport, SAR                      | 2                 |
| S-76B                                                          | Hélicoptère SAR                                    | 6                 |
| Super Lynx 300                                                 | hélicoptère ASM                                    | 2                 |
| Bell 212                                                       | Hélicoptère de transport                           | 8                 |
| Bell 214ST                                                     | Hélicoptère de transport VIP                       | 4                 |

## Liens externes

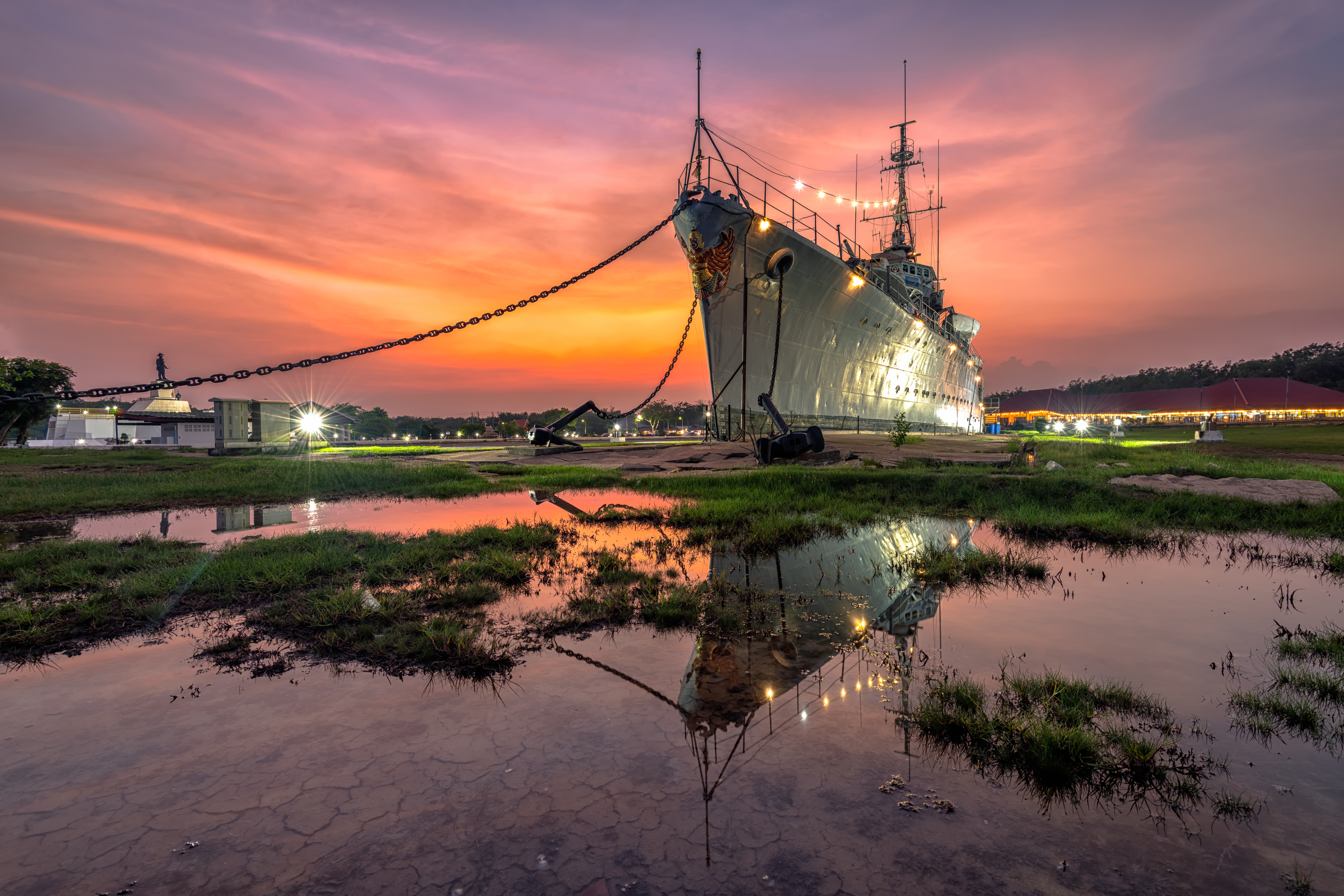
Le HTMS Maeklong, bâtiment réformé de la marine thailandaise, transformé en attraction touristique au fort de Chulachomklao, province de Samut Prakan, Thaïlande. Septembre 2019.